# Королевство Хорватия
Королевство Хорватия (хорв. Kraljevina Hrvatska) — независимое государство приблизительно с 925 года по 1102 год. Существовавшее с середины IX века княжество Хорватия стало королевством после принятия в 925 году Томиславом I титула короля. Правителями хорватского королевства были в основном представители династии Трпимировичей.
Независимость Хорватии пресеклась в 1102 году, когда королевство вошло в союз с Венгрией, была заключена личная уния двух государств. После потери суверенитета Хорватия всё же пользовалась в составе объединённого королевства значительной автономией и сохранила свои важнейшие органы власти: парламент (сабор) и пост королевского наместника (бана), которые несли ответственность перед королями Венгрии и Хорватии. Хорватия сохраняла свою автономию, находясь в союзе с Венгрией вплоть до распада Австро-Венгрии в 1918 году.
Границы государства часто менялись, но в период наибольшего расцвета территория Хорватии покрывала почти всю современную Хорватию, а также большую часть Боснии и Герцеговины.

## Предыстория
Переселение хорватов на Адриатику шло в течение VII века. Византийский император Ираклий I не противодействовал экспансии на Балканы хорватов и сербов, занятый борьбой с Сасанидами на востоке и аварами на Балканах и полагая славянские племена союзниками в борьбе против Аварского каганата.
В VII веке возникло первое хорватское государственное образование — Приморская Хорватия. С IX века ей управляли князья из рода Трпимировичей.
Князья Хорватии из рода Трпимировичей
- Трпимир I — князь Далмации и Хорватии (845—864)
- Здеслав (864), свергнут Домагоем
- Домагой (864—876)
- Сын Домагоя, имя неизвестно (876—878), свергнут Здеславом
- Здеслав (вторично, 878—879), свергнут Бранимиром
- Бранимир (879—892), первый независимый князь
- Мунцимир (892—910), с Божьей помощью князь хорватов
- Томислав I (910—925), первый король Хорватии

### Возникновение королевства
Томислав является основателем династии хорватских королей Трпимировичей. В течение 5 лет (923—928) Томислав объединил в составе Хорватии Паннонию и Далмацию, а в 925 году он принял титул короля Хорватии. Римский папа Иоанн X прислал Томиславу письмо (сохранилась копия этого письма XVI века), в котором назвал его «Rex Chroatorum» (король хорватов).

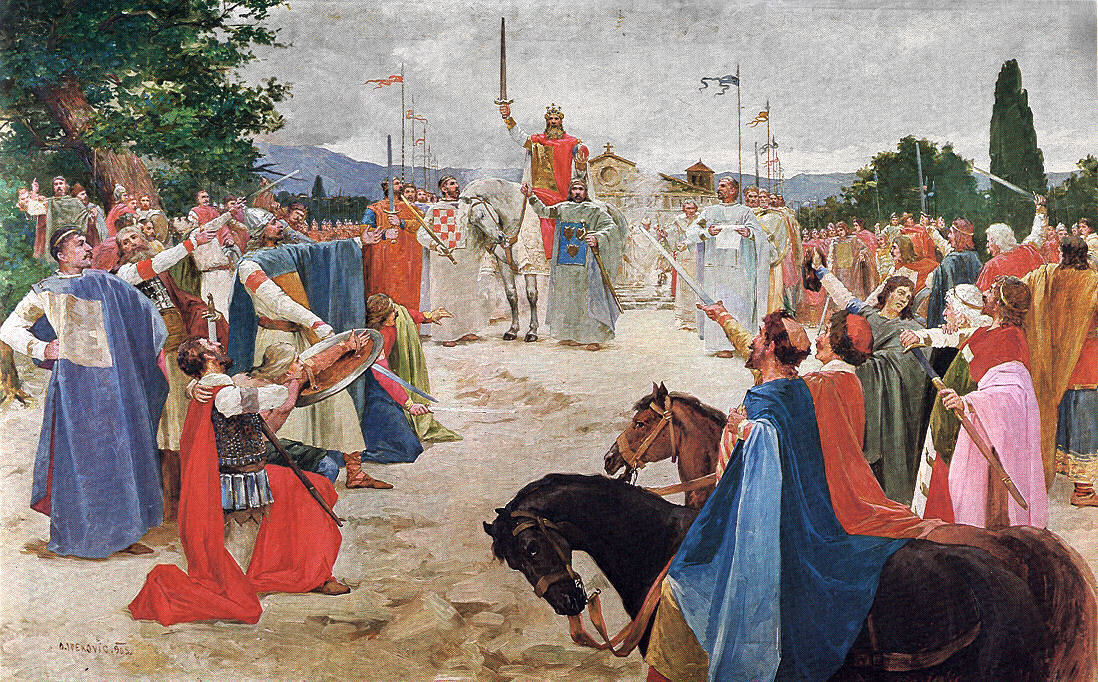
О. Ивекович. Коронация короля Томислава

Земля королевства была разделена на 11 «жупаний» (областей) и Бановину (то есть, владение бана). Крупнейшими из земель, входивших в состав Хорватии были Паннония, Далмация, Босния и Славония. У каждой области была своя столица.
Вскоре после образования королевства Томислав вступил в конфликт с царём Болгарии Симеоном Великим. Король заключил союз с Византийской империей, которая разрешила Хорватии пользоваться византийскими городами, находившимися в Далмации до той поры, пока Томислав будет воевать с Симеоном. После того как Симеон завоевал Сербское княжество в 924 году, Хорватия приняла и защитила изгнанных сербов вместе с их лидером Захарием. В 926 году Симеон Болгарский предпринял попытку разорвать хорватско-византийский договор, для чего он послал огромную армию во главе с герцогом Алогоботуром против Томислава, но армия болгар была побеждена хорватами в битве на боснийских холмах. Согласно трактату Константина Барянородного «Об управлении империей» армия Томислава насчитывала 100 тысяч пехотинцев, около 60 тысяч конного войска, 80 больших и 100 маленьких военных судов, но эти цифры обычно воспринимаются как значительное преувеличение. Король Томислав умер в 928 году.

## Сплитские соборы
В правление Томислава состоялись два Сплитских церковных собора в 925 и 927 годах. Именно на первый сплитский собор было направлено папское дипломатическое письмо, в котором он подтверждал королевский титул Томислава. Папа призывал латинизировать принятую в то время в Хорватии римскую литургию на славянском языке, взамен обещая дипломатическую помощь в разрешении конфликта с болгарами. Соборы согласились с папскими призывами о переводе богослужения на латынь, партия сторонников славянского богослужения во главе с епископом Нина Гргуром потерпела поражение. Другим решением соборов был перевод епархии Нина (приморской) и епархии Сисака (континентальной) под власть сплитского архиепископства, которое с церковной точки зрения подчинялось папе, но политически было зависимо от Византии, а не от Хорватии.. Решения собора, однако столкнулись с сопротивлением, славянская литургия продолжала служиться, во многом из-за того, что многие хорватские священники просто не владели латынью. Папа Николай II даже пригрозил отлучением от церкви всякому, кто рукоположит славянского священника, не знающего латынь, однако даже после этого использование славянской литургии продолжалось в отдельных частях Хорватии ещё долгое время.

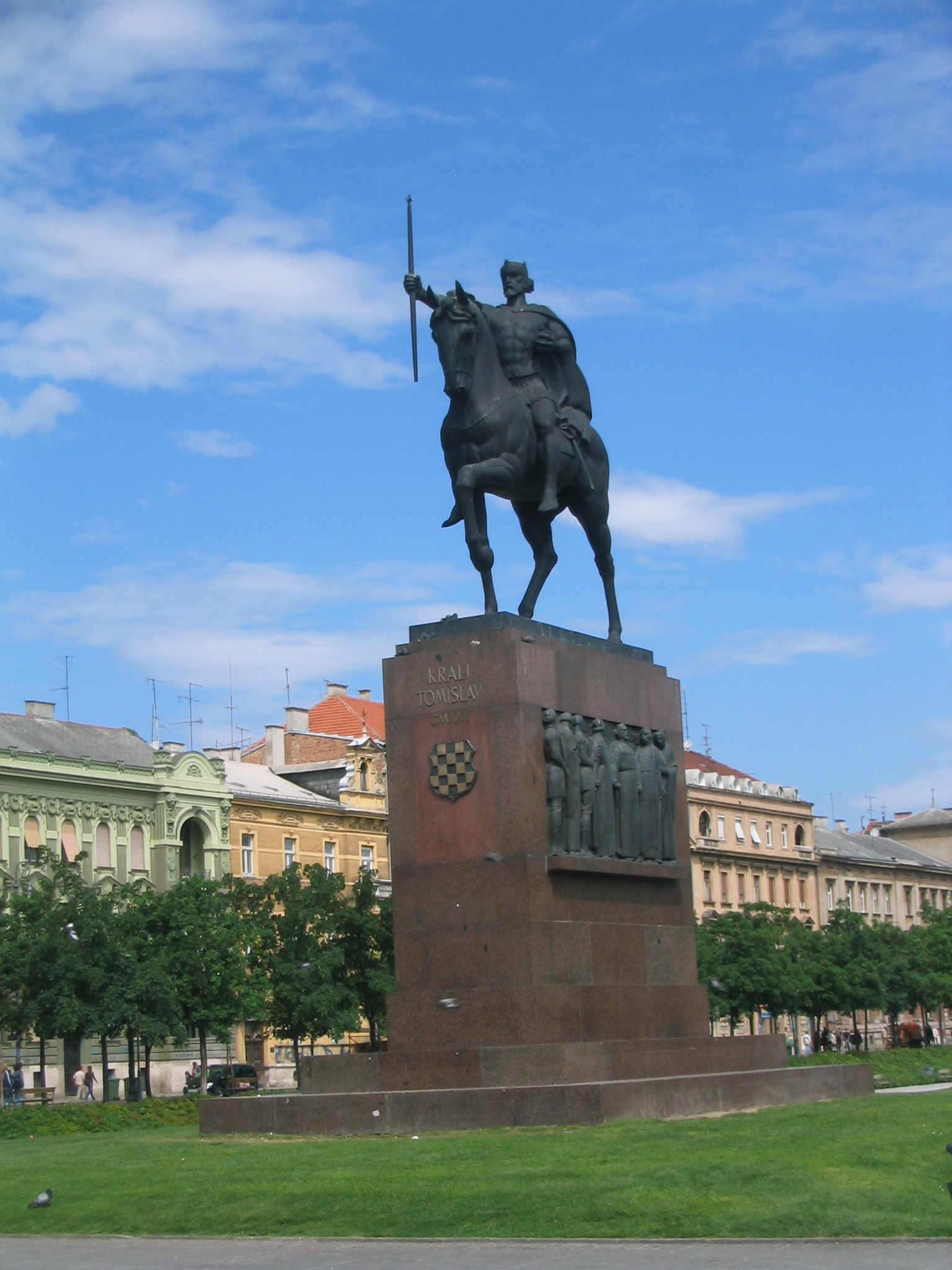
Памятник Томиславу I в Загребе

## Хорватия в X веке
В X веке система государственного управления подверглась существенным изменениям. Удельные наместники (жупаны) были заменены коронными чиновниками. Земли жупанов король взял в личное подчинение, по существу создав феодальную систему. Ранее свободные крестьяне теперь стали зависимыми. Крестьяне перестали также формировать войско, что нанесло сокрушительный удар по военной аристократии.
Королю Томиславу наследовал его младший брат, Трпимир II (прав. 928—935). После смерти своего принципиального врага, болгарского царя Симеона I, Константинополь перестал нуждаться в хорватской военной помощи и потребовал чтобы богатые адриатические города вернулись под номинальное управление Византии и платили налоги в императорскую, а не хорватскую казну. Борьба за возврат далматинских городов под власть хорватских королей станет главной задачей Хорватии на последующие десятилетия.
В царствование Трпимира продолжался церковный конфликт между сторонниками латинизации литургии и сторонниками славянского богослужения. Папа Лев VI утвердил решение о ликвидации Нинской епархии и переводе епископа Гргура, главного сторонника славянской литургии, в маленький город Скрадин.
Согласно трактату «Об управлении империей» императора Константина VII Багрянородного при Трпимире II Хорватия обладала торговым флотом, который позволял ей вести торговлю по всей Адриатике.
Сын Трпимира II, Крешимир I (прав. 935—945) поддерживал хорошие отношения с Византией и Римом и стабильность в стране, но после его смерти разгорелся первый гражданский конфликт в истории королевства. Сын Крешимира Мирослав Крешимирович (прав. 945—949) был убит своим советником, баном Прбиной. Это вызвало междоусобную борьбу в Хорватии, во время которой экономическая и военная мощь страны ослабла настолько, что сербский правитель Часлав Клонимирович без труда аннексировал часть Пагании и Боснии, а также острова Брач, Хвар и Вис.
Все же королю Михаилу Крешимиру (прав. 949—969) удалось стабилизировать ситуацию внутри Хорватии и восстановить контроль над частью потерянных земель. Он поддерживал хорошие отношения с далматинскими городами-государствами и вёл активную религиозную политику, в которой ему активно помогала жена, Елена Задарская. По её распоряжению были построены церкви святого Стефана Первомученика и Богородицы в городе Солине. Михайлу Крешимиру наследовал его сын Степан Држислав (прав. 969—997). Правление Држислава стало длиннейшим в хорватской истории, 28 лет. Ему удалось восстановить отношения с Византией и улучшить их. Улучшение отношений с Византией произошло на фоне нового конфликта империи с болгарами и традиционной попыткой Константинополя заручиться поддержкой хорватов. Империя вновь согласилась с тем, что адриатические города будут перечислять налоги в хорватскую казну, что привело к резкому улучшению финансовой ситуации в королевстве. В 988 году император Василий II прислал королю Хорватии королевские знаки отличия.

## Хорватия в XI веке

### Смутное время
После смерти Држислава на трон взошёл его старший сын Светослав Суронья, однако его братья Крешимир и Гоислав подняли мятеж, спровоцировав крупнейшую в истории королевства Хорватия гражданскую войну. Братья заручились поддержкой болгарского царя Самуила, который в 998 году занял и разорил всю Южную Далмацию вплоть до Задара, включая крупные портовые города Трогир и Сплит, после чего вернулся через Боснию в Болгарию. Всю завоёванную территорию он передал под власть братьев Крешимира и Гоислава. Светослав пытался заручиться поддержкой Венецианской республики, в 1000 году дож Пьетро II Орсеоло привёл венецианский флот в восточную Адриатику и начал захватывать города. Венецианцами были взяты острова в заливе Кварнер, столица Хорватии — Биоград-на-Мору, а затем все крупнейшие города Хорватии — Трогир, Задар, Сплит. Также венецианцы провели успешные морские кампании в Пагании, установили контроль над Корчулой и Ластовом и потребовали наделения дожа титулом «герцога Далмации». Однако после смерти Пьетро Орсеоло Светослав Суронья был свергнут братьями и был вынужден бежать с сыном из страны.

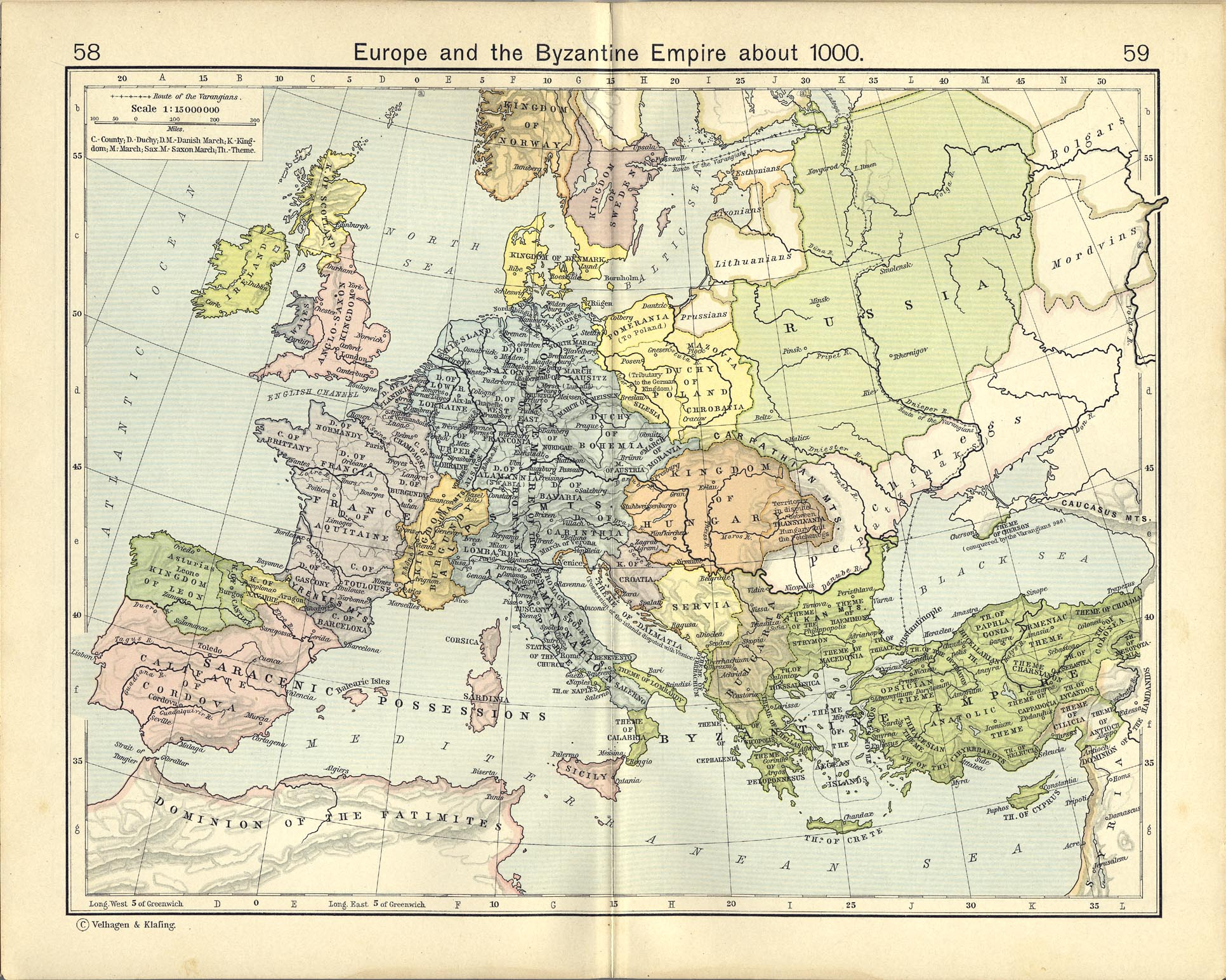
Европа около 1000 г.

Крешимир III вначале правил в соуправлении с братом Гоиславом (1000—1020). Они предприняли попытку вернуть далматинские города. До 1018 года им сопутствовал успех, однако вскоре потерпел поражение от венецианцев, на помощь которым пришли ломбардцы. В 1020 году Крешимир при невыясненных обстоятельствах убил брата Гоислава, что вызвало недовольство в народа и у Римского папы, который отказался признать братоубийцу законным королём. Причина убийства была неясна, выдвигались предположения, что у братьев разошлись взгляды на будущую политическую ориентацию Хорватии, Крешимир III полностью поддерживал папский престол, Гоислав предпочитал покровительство Византии.
Папский легат Мейнард был направлен в Хорватию для расследования убийства, в 1027 году Крешимир поклялся в своей невиновности, но ему никто не поверил. Конфликтной ситуацией в стране решил воспользоваться сын Светослава Суроньи Степан Светославич. Степан не добился трона, однако с помощью венгерских войск утвердился в Славонии, которая с этого момента и до 1074 года будет называться хорватской землёй лишь формально, управляемая династией Светославичей. Анархия в стране продолжалась до смерти Крешимира III в 1030 году.
Степан Крешимирович, пришедший к власти после смерти отца в 1030 году и правивший до 1058 года собирался походом на венецианцев и Паганию с целью возвратить потерянные земли. Однако Хорватия вновь была очень слаба и Степан не решился воевать с венецианцами. Король заключил союз с Византией, воссоздал вновь флот, и постепенно чисто дипломатическим путём вновь добился фактического перехода торговых городов Далмации под хорватскую власть. Его правление было одним из немногих полностью мирных правлений. Степан I принял титул король Хорватии, Боснии и Далмации, он управлял территорией вплоть до границ Дубровницкой республики, что подтверждается земельными пожертвованиями, которые он сделал Рагузе (Дубровнику) в 1050 году.

### Возрождение Хорватии при Петаре Крешимире
Время правления короля Петара Крешимира (1058—1074) считается временем восхождения Хорватии на пик могущества, когда хорватам сопутствовал успех в войнах и внутренней политике, приобретении значительных территорий. Петар Крешимир заставил византийского императора признать его правителем всей Далмации, включая их города. Также Крешимир IV поддерживал тесный союз с римской церковью, которой разрешил вмешиваться в религиозную политику Хорватии, что способствовало ещё большему укреплению его власти. Однако вмешательство римских священников уничтожило глаголицу и старые обряды в части земель Истрии. После многочисленных завоеваний Петара Крешимира Хорватия включила в себя 12 округов, число которых превысило даже число хорватских земель при Томиславе I. Крешимир наконец подчинил Хорватии Паганию, а также распространил своё влияние в Захумлье, Травунии и Дукле. Новой столицей Хорватии после потери Биограда стал город Шибеник.

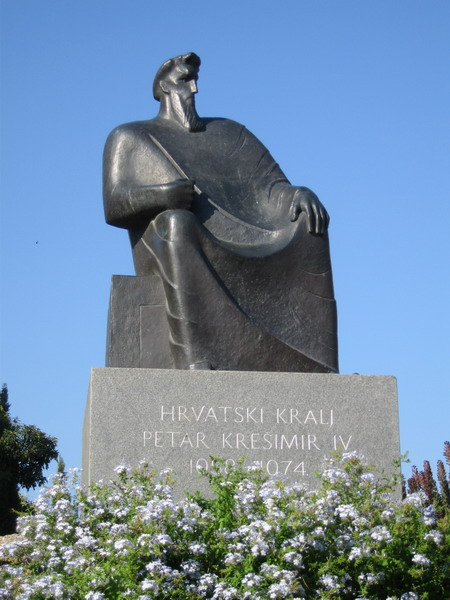
Памятник Петару Крешимиру в Шибенике

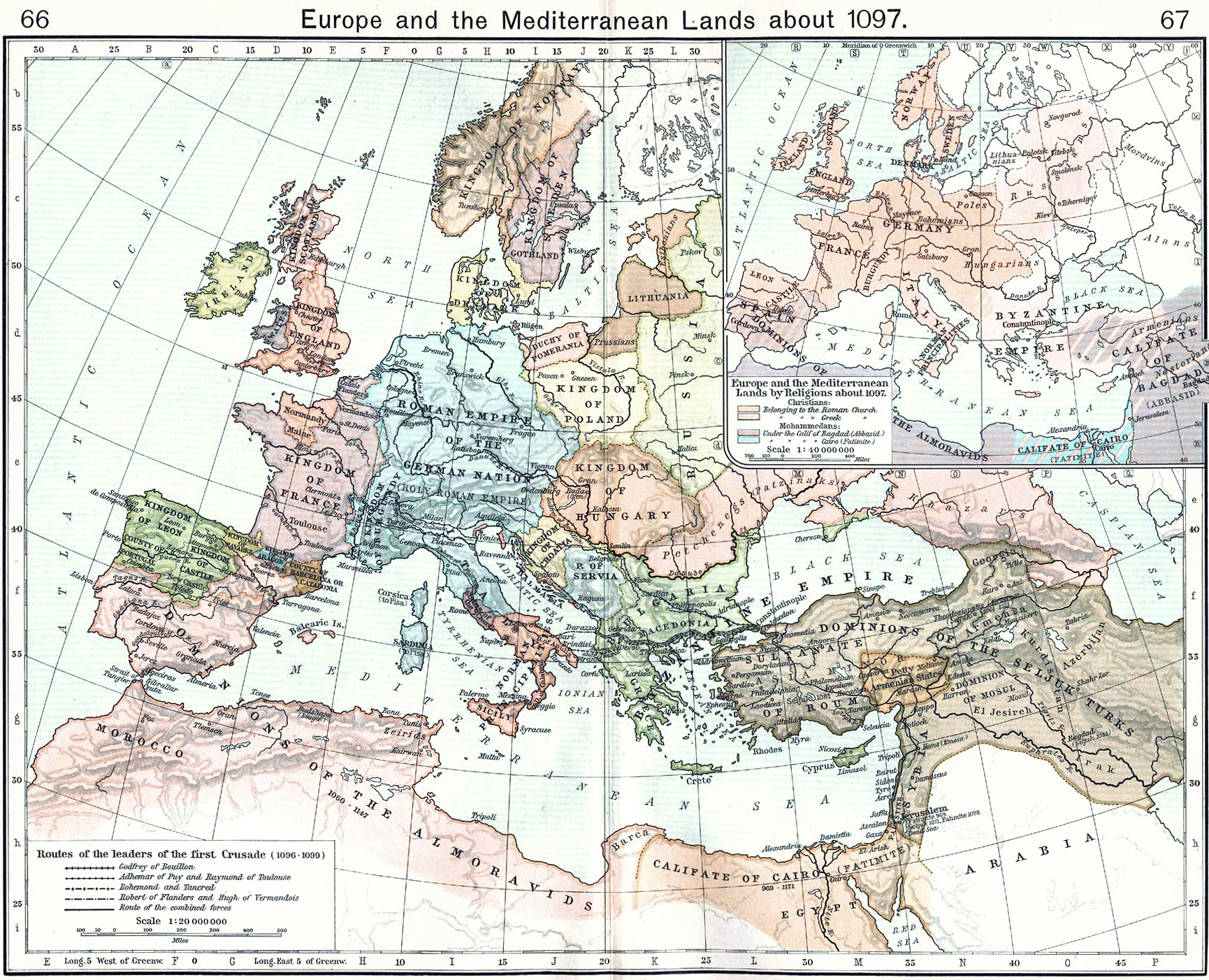
Хорватское королевство около 1097-1102 гг., во время кризиса престолонаследия

Как не пытался Петар сохранить хорошие отношения с Византией, ему все же пришлось вступить в конфликт. В 1072 году он поддержал болгарское и сербское восстания против Византии. В ответ на это Византия послала войска во главе с норманнским графом Амиком для осады острова Раб. Норманны не смогли захватить остров, однако пленили короля Петара Крешимира. Народ, любивший своего правителя, вынужден был пойти на уступки: норманнам отошли Сплит, Трогир, Биоград и Нин. Однако вскоре норманны были выселены из Италии, и хорватские города перешли под руку Венеции. Смерть Крешимира IV в 1074 году пресекла прямую ветвь династии Трпимировичей.

### Хорватия при Дмитаре Звонимире
У Петара Крешимира не было сыновей. Причина по которой он не назначил наследником племянника Степана неясна; возможно это было связано со слабым здоровьем Степана, возможно, с желанием короля реинтегрировать в состав Хорватии Славонию, управлявшуюся младшей ветвью Трпимировичей (Светославичами). Бан Славонии Дмитар Звонимир (прав. 1075—1089) был провозглашён наследником престола в 1070 году. Однако после смерти короля в 1073 году далматинская знать, не желавшая видеть на троне выходца из Славонии, отказалась признавать Звонимира королём и избрала в 1074 году вельможу по имени Славац новым королём.
Эти выборы против воли папы и пожеланий богатых далматинских городов привели к тому, что против Славаца были призваны норманнские силы. Согласно сообщению старой хорватской хроники Славац был разбит на Рабе и брошен в тюрьму. Современные исследователи считают, что в этом сообщении идёт речь о поражении на Рабе Петара Крешимира, а Славац упомянут ошибочно. Славац упомянут как король всего в нескольких документах и фактически не правил. Период междуцарствия 1074—1075 годов завершился утверждением на троне Дмитара Звонимира при поддержки папы Григория VII.
Звонимир помог норманнскому герцогу Роберту Гвискару в борьбе против Византии и Венеции в 1081 и 1085 годах. Звонимир помог норманнам пройти через пролив Отранто и занять город Дуррес. Его войска помогали норманнам также во время их кампании на побережье Албании и Византии. Вследствие этого, в 1085 году Византия передала все свои права на Далмацию Венеции.
О правлении Звонимира вырезано на Башчанской плите — старейшем глаголическом памятнике на хорватском языке, который хранится в археологическом музее Загреба:
- «A[ZЪ VЪ IME O]TCA I S(I)NA [I S](VE)TAGO DUHA AZЪ OPAT[Ъ] DRŽIHA PISAHЪ SE O LEDI[N]Ě JuŽE DA ZЪVЪNIM[I]RЪ KRALЪ HRЪVATЪSKЪÏ [VЪ] DNI SVOJĘ VЪ SVETUJu LUCIJu» (текст в переложении на латиницу);
- «Во имя Отца и Сына и Святого Духа, я аббат Држиха, написал это о земле, которую дал Звонимир, хорватский король, в его дни Святой Луции» (перевод)

Правление Звонимира оценивается как мирное и успешное. В правление Звонимира титулы знати, используемые в Средневековой Хорватии, начали использоваться в Европе и наоборот. Жупаней и банов стали называть баронами, а европейская знать иногда называла себя «vlastelin» (господин).

## Распад и Уния

### Степан II, Елена и Альмош
В 1089 году в Хорватии восстал Сабор (парламент). Во время этого восстания Дмитар Звонимир был убит, либо, по другой версии, совершил самоубийство. Король не оставил наследников, поэтому снова пришлось искать представителя из боковой ветви Трпимировичей. На хорватский трон был приглашён Степан II, племянник Петара Крешимира. Степан был к тому времени очень старым и правил всего два года (1089—1091). Старость Степана снова заставила хорватов задуматься о наследнике. Степан II был последним представителем рода Трпимировичей, поэтому наиболее реальным кандидатом на престол был Ласло I Святой, король Венгрии из династии Арпадов, чья сестра Елена была женой последнего короля Дмитара Звонимира. Армия Ласло Святого проникла в Хорватию сразу после смерти Степана II и заняла всю Паннонию. Елена временно стала королевой Хорватии (правила некоторое время в 1091 году). Династия Трпимировичей прервалась. Против венгров выступил византийский император Алексей I Комнин, который послал половецкое войско остановить венгров. Ласло Святой покинул Хорватию, однако сохранил за собой Славонию, где был посажен сын короля Гезы и племянник Ласло, принц Альмош. Вскоре королева Елена отреклась от титула в пользу Альмоша.

### Петар Свачич
В 1093 году хорватская знать восстала против венгерского господства. Они объявили Альмоша низложенным и возвели на престол нового короля Петара Свачича. Ему удалось объединить королевство и изгнать Альмоша из Славонии в 1095 году. В этом же году умер король Ласло, и хорваты рассчитывали на прекращение венгерского давления. Однако новый король, брат Альмоша и племянник Ласло, Кальман Книжник не потерпел подобного развития событий в Хорватии. Он заручился поддержкой римского папы Урбана II и в 1097 году ввёл войска в Хорватию. Решающей битвой этого похода была битва на горе Гвозд (совр. Петрова гора). В этой битве Петар Свачич был убит.

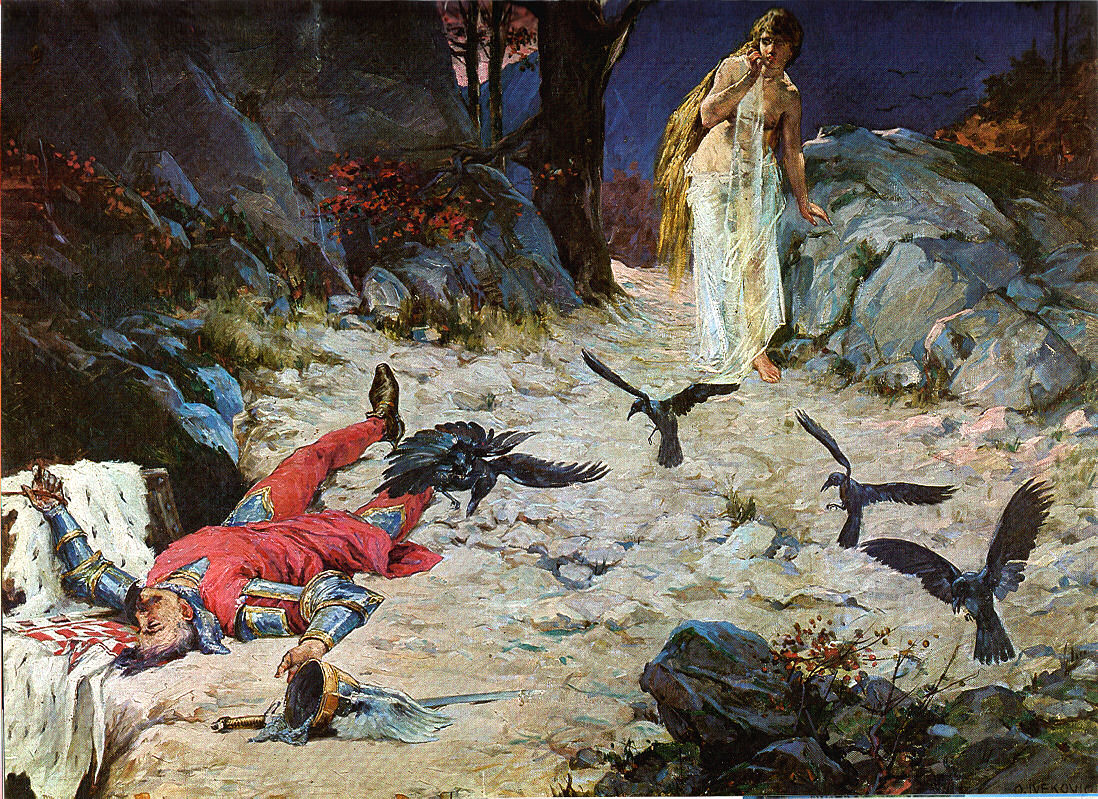
О. Ивекович. Смерть короля Петара Свачича на горе Гвозд

### Уния Хорватии и Венгрии
Кальман, установив свою власть в Хорватии, начал так называемый период хорватско-венгерской унии. Унию попыталась разорвать хорватская знать, когда Кальман вынужден был вывести войска из Хорватии для борьбы с русинами и половцами в Галиции (1099 год). Но эта попытка хорватских дворян провалилась.
Кальман Книжник вернулся из похода в 1102 году. В этом году он начал переговоры с хорватам, завершившимися подписанием «Pacta conventa», договора, согласно которому Хорватия теряла свою независимость и полностью со всеми землями, городами и островами входила в состав Венгрии. Хорваты признали Кальмана своим королём, а тот в ответ обещал не нарушать устоев и традиций Хорватии, оставил парламент и титул бана, создал для Хорватии автономию. Также хорваты не платили венгерскому королю налоги. Резиденция хорватских правителей была вновь перенесена в Биоград-на-Мору, а потомки Кальмана ещё некоторое время, до прихода к власти Белы IV Арпада добавляли к титула Король Венгрии титул «Король Хорватии». В XIV веке возник новый термин, обозначавший автономные земли в составе Венгерского королевства — Archiregnum Hungaricum (Земли короны Святого Иштвана).
Точное время создания Pacta Conventa и термины из этого документа позже стали предметом спора. Тем не менее Хорватия сохранила даже под властью Венгрии свои традиции. Хорватскими делами ведал Сабор, а титул вице-короля Венгрии в Хорватии принадлежал бану Хорватии. На всем протяжении унии Хорватии будет в автономии, останется отдельной короной.